# Pearl, Mississippi
Pearl, Mississippi là một thành phố thuộc quận Rankin trong tiểu bang Mississippi, Hoa Kỳ. Thành phố có diện tích km2, dân số theo điều tra năm 2000 của Cục điều tra dân số Hoa Kỳ là người.